# Купля (Владимирская область)
Купля — деревня в Гороховецком районе Владимирской области России, входит в состав Куприяновского сельского поселения.

## География
Деревня расположена в 7 км на юго-запад от центра поселения деревни Выезд и в 11 км на юго-запад от Гороховца.

## История
По писцовым книгам 1628 года село Купля значилось за Шестым Иваном Костеревым, часть этого села числилась за Алексеем Григорьевичем Челюскиным с племянником, в селе были двор помещиков, 3 двора людских, 8 крестьянских и 5 бобыльских. Первые документальные сведения о Куплинской церкви Благовещения Пресвятой Богородицы имеются в тех же писцовых книгах 1628 года. В 1771 году в Купле на средства помещиков В. Челюскина и А. Постниковой деревянная церковь Благовещения Пресвятой Богородицы была перестроена заново. В селе Купле имелась школа грамоты, в 1898 году в ней училось 6 мальчиков. В годы Советской Власти церковь была утеряна.
В конце XIX — начале XX века село входило в состав Красносельской волости Гороховецкого уезда. В 1859 году в деревне числилось 14 дворов, в 1905 году — 32 двора.
С 1929 года деревня входила в состав Куприяновского сельсовета Гороховецкого района. С 2005 года входит в состав Куприяновского сельского поселения.

## Население
| 1859 | 1905 | 1926 | 2002 | 2010 | 2021 |
| ---- | ---- | ---- | ---- | ---- | ---- |
| 63   | ↗217 | ↘189 | ↘6   | ↘2   | ↗4   |